# El Carmen (Jujuy)
El Carmen ist die Hauptstadt des gleichnamigen Departamentos El Carmen in der Provinz Jujuy im Nordwesten Argentiniens. Sie hat 14.953 Einwohner (2001, INDEC) und liegt 45 Kilometer von der Provinzhauptstadt San Salvador de Jujuy entfernt auf einer Höhe von 1140 Metern. El Carmen gehört zu den ältesten Siedlungen der Provinz Jujuy.

## Wirtschaft
Viehwirtschaft und der Anbau von Tabak und Wein sind die Säulen der Wirtschaft.